# Dolmen du Clot de l'Hoste
Le dolmen du Clot de l'Hoste, localement appelé le tombeau, est un dolmen situé sur la commune de Bouisse dans le département de l'Aude en France.

## Historique
L'édifice est signalé et fouillé en 1897 par P.-Y. Philippe et Jean-Baptiste Bonis. Il est mentionné en 1900 par Germain Sicard, qui le recense encore en 1926, à tort, comme un « peiro dreito » c'est-à-dire un menhir. En 1941, Bernard Dandine guidé par J.-B. Bonis, en relève le plan. Il est à nouveau fouillé au début des années 1950 par R. Neli et U. Gibert.

## Description
L'édifice est un grand dolmen quadrangulaire à côtés et sommets convergents vers l'entrée. Le monument est composé d'une chambre sépulcrale et d'une antichambre séparées par une dalle transversale. La chambre est délimitée par quatre orthostates côté droit, deux côté gauche et une dalle de chevet. La chambre mesure 5,30 m de long sur 1,90 m de large, l'orthostate le plus haut mesure 1,35 m. Toute trace de couverture a disparu. Dandine émet l'hypothèse que le dolmen était initialement recouvert d'une charpente de bois en branchage recouverte de terre et de pierraille. Toutes les dalles sont en calcaire d'origine locale. Le tumulus semble de forme circulaire.

## Matériel archéologique
En 1897, Philippe et Bonis n'y découvrent qu'un chaînon de bronze, « une forte mâchoire humaine et des ossements assez peu nombreux ». Les de 1941 ne livrent que des ossements humains en très mauvais état, quatre dents ayant relevé d'un sujet adulte et un fragment de poterie « de couleur chocolat, mal cuite, modelée à la main, ornée de cinq cannelures verticales et triangulaires de 2 cm de longueur et 2 mm dans leur plus grande largeur ». Dans les années 1950, Nelli et Gibert y recueillent 30 perles discoïdales en calcaire et 3 perles olivaires en bronze.